# Alifera
Alifera (grec antic: Ἀλίφηρα, gentilici Ἀλιφηραῖος, català alifereu) fou una ciutat d'Arcàdia pròxima a la frontera amb l'Èlida. Part de la seva població es traslladà quan es va fundar Megalòpolis el 371 aC. El tirà Lidíades la va cedir a l'Èlida. Fou ocupada per Filip el 219 aC i retornada a Megalòpolis.
Es troba prop de la moderna vila homònima.